# Cadillac CT5
La Cadillac CT5 è un'autovettura prodotta dalla casa automobilistica statunitense Cadillac dal 2019.

## Il contesto
Sviluppata sulla piattaforma GM Alpha 2, è stata presentata al salone dell'automobile di New York 2019. A differenza della CTS e della Cadillac CT6, lo stile del corpo vettura è di tipo fastback anziché quello della classica berlina a 3 volumi, prendendo ispirazione dai modelli Cadillac di fine anni 40.
Al lancio il modello base della CT5 è alimentato dal 2.0 litri LSY quattro cilindri in linea turbo che produce 237 CV (177 kW). Successivamente sulla CT5 è arrivato un propulsore V6 biturbo da 3.0 litri LGY che eroga 335 CV (250 kW). L'unica trasmissione disponibile per tutte le motorizzazioni è un cambio automatico a 10 marce.

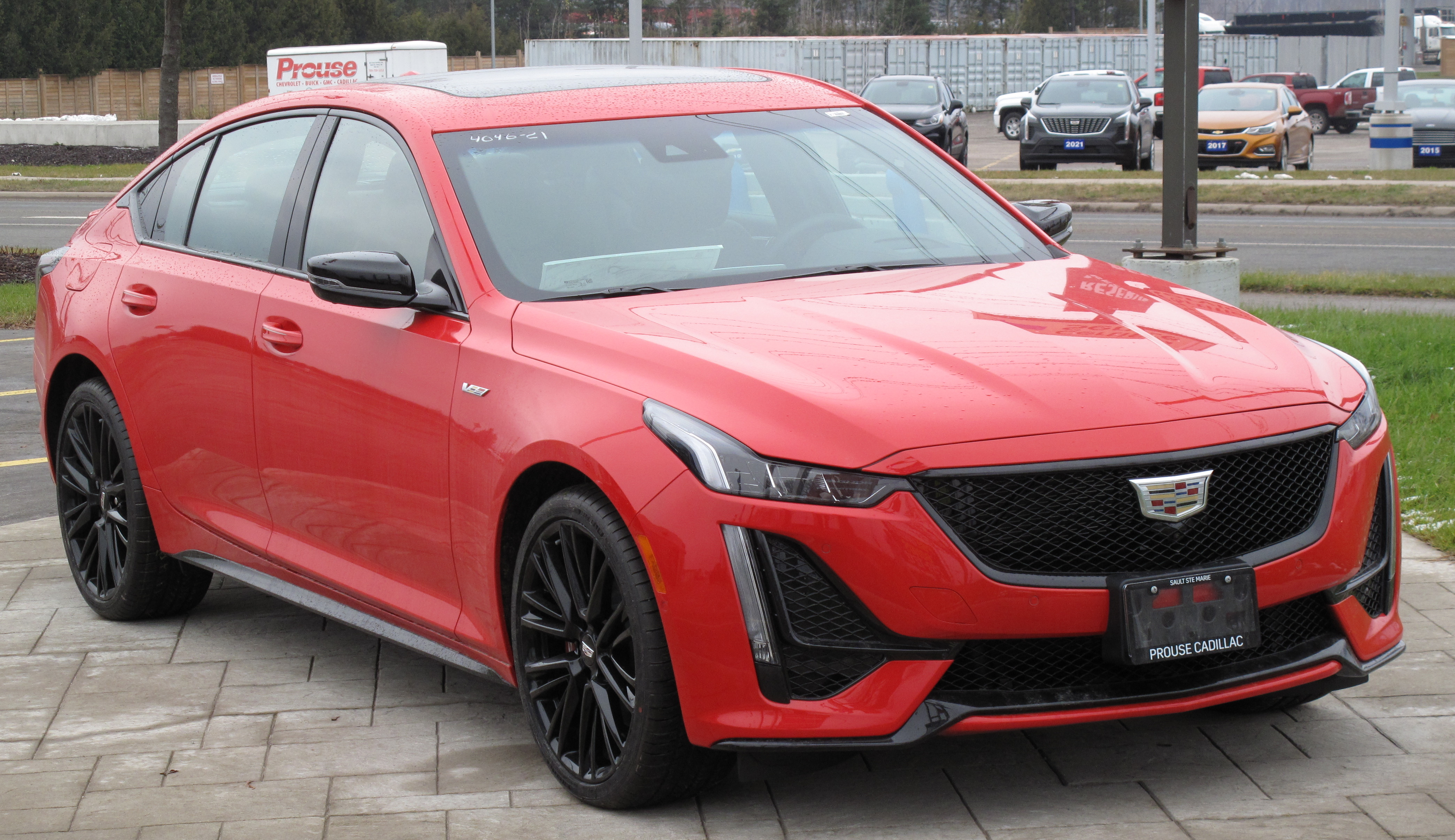
La CT5-V

## Evoluzione

### CT5-V
Il 30 maggio 2019 insieme alla Cadillac CT4-V, è stata presentata la variante ad alte prestazioni chiamata CT5-V. La CT5-V è motorizzata dal 3.0 litri LGY biturbo V6 da 360 CV a 5400 giri al minuto e 549 Nm di coppia a 2350-4000 giri/min. 

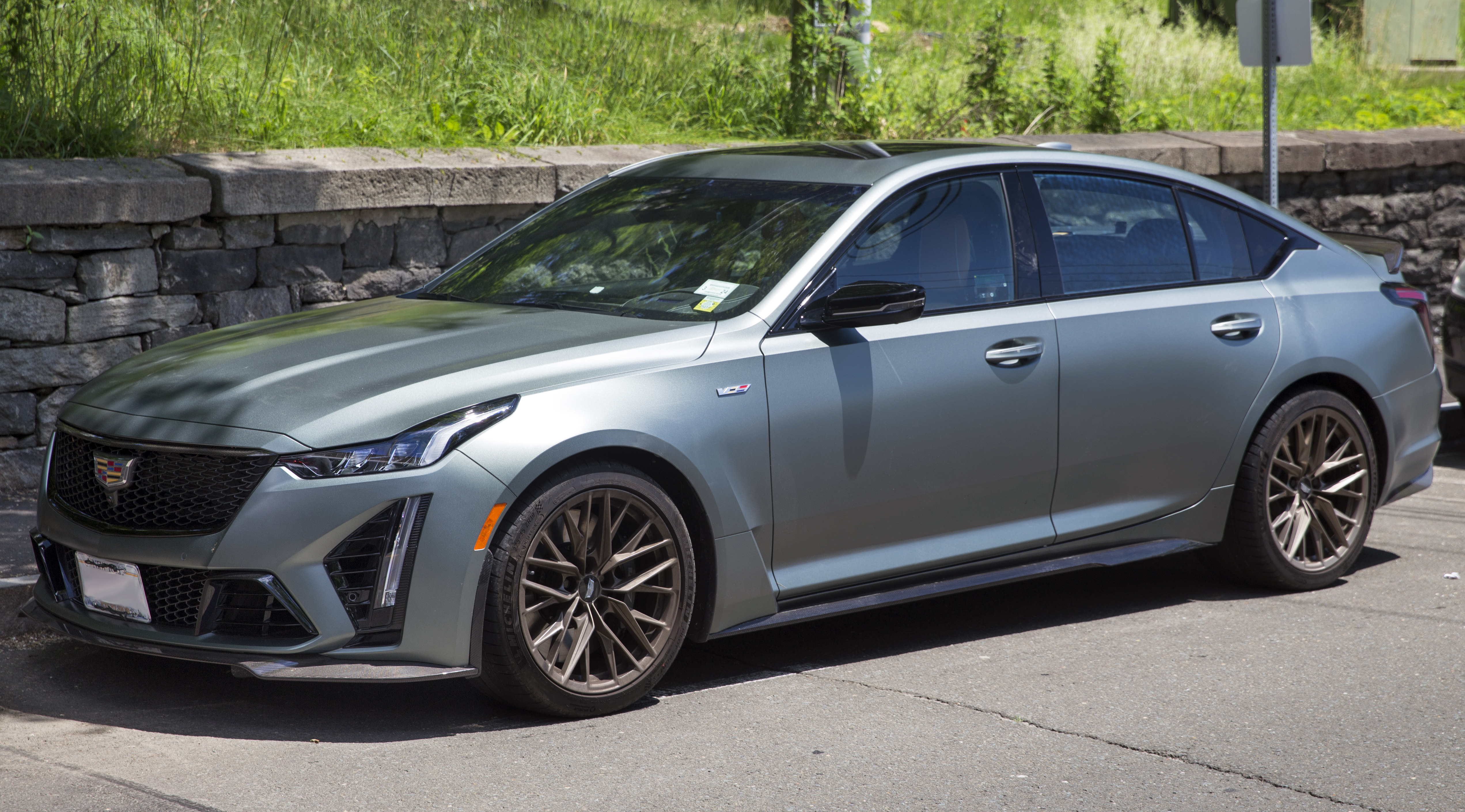
La CT5-V Blackwing

### CT5-V Blackwing
Presentata nel 2021, la Cadillac CT5-V Blackwing monta un V8 LT4 sovralimentato da 6,2 litri con 668 CV (500 kW) e 893 Nm di coppia. Scatta da 0–100 km/h in 3,4 secondi e raggiunge i 336 km/h con il cambio automatico a dieci marce, mentre per la versione manuale a sei marce lo scatto avviene in 3,9 secondi, oltre a una velocità massima di 320 km/h.